# بيسمر (باركشير)
بيسمر (بالإنجليزية: Peasemore)‏ هي قرية و أبرشية مدنية تقع في المملكة المتحدة في إنجلترا. يقدر عدد سكانها بـ 311 نسمة ومساحتها 8.29 كم2 .